# Nationaltheatret

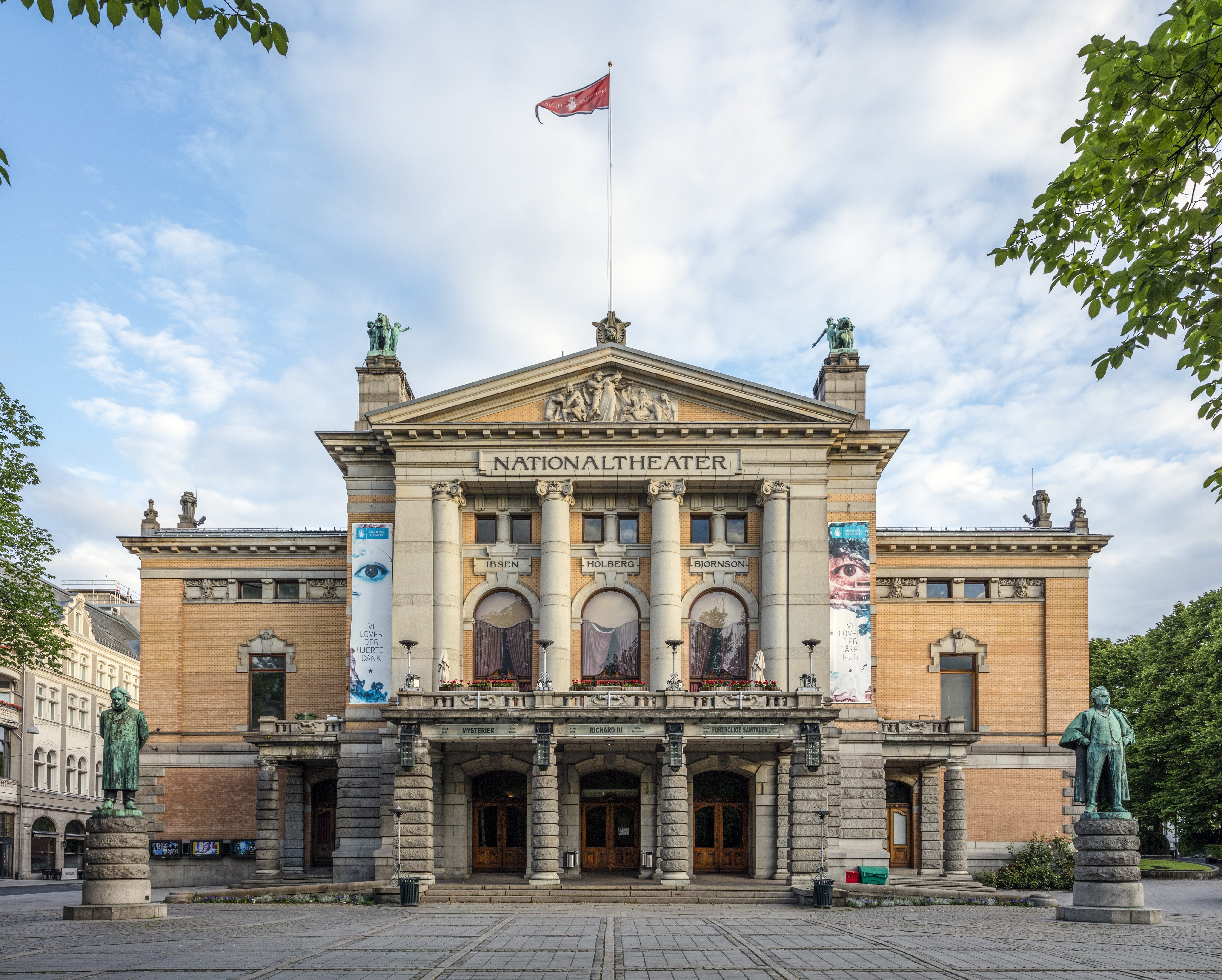
Fachada principal do Nationaltheatret

Nationaltheatret é como é conhecido o Teatro Nacional da Noruega, uma das maiores mais proeminentes casas de espetáculos norueguesas para apresentação das artes dramáticas.
O teatro teve sua primeira apresentação em 1 de setembro de 1899, embora tenha suas origens no Christiania Theater, fundado em 1829. Sua temporada anual começa em setembro.
Pertencente à iniciativa privada, após a crise de 1929 passou a receber discreta contribuição oficial. É considerado a "casa" de Henrik Ibsen.